# Municipio de Garner (Dakota del Norte)
El municipio de Garner (en inglés: Garner Township) es un municipio ubicado en el condado de Golden Valley en el estado estadounidense de Dakota del Norte. En el año 2010 tenía una población de 14 habitantes y una densidad poblacional de 0,15 personas por km².

## Geografía
El municipio de Garner se encuentra ubicado en las coordenadas 46°45′50″N 103°47′36″O / 46.76389, -103.79333. Según la Oficina del Censo de los Estados Unidos, el municipio tiene una superficie total de 92.96 km², de la cual 92,87 km² corresponden a tierra firme y (0,09 %) 0,09 km² es agua.

## Demografía
Según el censo de 2010, había 14 personas residiendo en el municipio de Garner. La densidad de población era de 0,15 hab./km². De los 14 habitantes, el municipio de Garner estaba compuesto por el 100 % blancos. Del total de la población el 0 % eran hispanos o latinos de cualquier raza.